# إيوان ميكليسكو بروجيسكو
إيوان ميكليسكو بروجيسكو (1892 – القرن العشرين) هو مبارز بالسيف روماني راحل، مثّل بلاده في الألعاب الأولمبية الصيفية 1936.

## روابط رياضية
إيوان ميكليسكو بروجيسكو على موقع أوليمبيديا (الإنجليزية)